# Sumber Kidul
Sumber Kidul is een bestuurslaag in het regentschap Cirebon van de provincie West-Java, Indonesië. Sumber Kidul telt 4082 inwoners (volkstelling 2010).